# 鈴乃広香
鈴乃 広香（すずの ひろか、1984年5月30日 - ）は、日本の元AV女優。

## 略歴
2020年9月、マドンナの専属女優としてAVデビュー。マインズ所属
2021年4月2日、公式ツイッターで引退を発表。

## 人物
かつては雑誌や新聞の広告やテレビCMに出演したCMタレントとして活動し、映画にも出演していたとしている。
既婚者でAV女優をしていることを夫には秘密にしている。
初体験は17歳の時で、相手は付き合っていた2歳年上の大学生。

## 作品

### アダルトDVD
2020年
- 2020年、夏、衝撃。 元CMタレントの人妻 鈴乃広香 36歳 AV Debut!!（9月7日、マドンナ）
- 汗、唾液、愛液、すべての体液が絡み合う… 真夏の濃密不倫セックス。（10月7日、マドンナ）
- ホームレスNTR 〜汗にまみれた醜い浮浪者に身も心も寝取られた妻〜（11月7日、マドンナ）
- 母の友人 …ははのゆうじん…（12月7日、マドンナ）

2021年
- 妻には口が裂けても言えません、義母さんを孕ませてしまったなんて…。―1泊2日の温泉旅行で、我を忘れて中出ししまくった僕。―（1月7日、マドンナ）
- 母をイジメっ子の同級生にNTRれたいじめられっ子の僕（2月7日、マドンナ）
- 四六時中、娘婿のデカチ○ポが欲しくて堪らない義母の誘い（3月7日、マドンナ）
- 永遠に終わらない、中出し輪姦の日々。（4月7日、マドンナ）

## 掲載

### 雑誌
- 週刊プレイボーイ 2020年10月19日号（集英社） - 「熟女しか勝たん!! 新人熟女AV女優秋の大収穫祭!!」